# Refuge d'oiseaux du Haut-Canada
Le refuge d'oiseaux du Haut-Canada (anglais : Upper Canada Migratory Bird Sanctuary) est un refuge d'oiseaux migrateurs située à South Dundas et South Stormont en Ontario (Canada). Le refuge a une superficie de comprend à l'intérieur de ses limites le parc de la Bataille-de-la-Ferme-Crysler, l'Upper Canada Village et d'autres installations administré par la Commission des parcs du Saint-Laurent (en). Il forme une vaste aire protégée avec la zone de gestion de la faune de Wilson Hill, qui est située de l'autre côté du fleuve Saint-Laurent dans l'État de New York. Elle a pour mission d'offrir un habitat pour la Bernache du Canada ainsi que d'autres espèces de sauvagine. Il est administré par la Commission des parcs du Saint-Laurent et le Service canadien de la faune.